# Tadeusz Błędowski
Tadeusz Błędowski herbu Półkozic – poseł czernihowski na Sejm Czteroletni w 1790 roku, major wojsk koronnych, członek Zgromadzenia Przyjaciół Konstytucji Rządowej.